# Famille Loysel
 (mai 2008).
Si vous disposez d'ouvrages ou d'articles de référence ou si vous connaissez des sites web de qualité traitant du thème abordé ici, merci de compléter l'article en donnant les références utiles à sa vérifiabilité et en les liant à la section « Notes et références ».
Pour les articles homonymes, voir Loysel.
La famille Loysel (ou Loisel) est une famille éteinte de la noblesse française.

## Origine
Elle a entre autres donné à la France, outre le célèbre jurisconsulte Antoine Loysel ; un premier médecin des rois Louis XII et François Ier : Jean Avis Loysel grand-oncle du précédent ; un prédicateur célèbre : Jacques Loysel ; quatre lieutenants généraux en l'élection de Senlis ; des conseillers au parlement de Paris ; deux maires de Beauvais et un conseiller-maître à la cour des comptes sous le Premier Empire.
Antoine Loysel se marie le 2 août 1563 avec Marie de Goulas (1541-1595), cousine germaine de Nicolas Goulas, qui est aussi la nièce de l'avocat du roi Dumesnil. Ils ont 12 enfants.
La mère de Pierre Coustant était une Loysel.
Cette famille est maintenue au Conseil le 20 novembre 1668, ainsi qu'elle l'avait été en la Cour des comptes des Aides le 29 avril 1644.

## Membres notables
- Thomas Avis Loisel, carme, théologien et historien, auteur d'un ouvrage sur le Concile de Bâle en 1434
- Jean Avis Loysel, régent et doyen de la Faculté de médecine de Paris, premier médecin du roi Louis XII et du roi François Ier
- Pierre Loysel (-1587), seigneur de Quévrement et du Prieuré d'Auneuil, maire de Beauvais de 1569 à 1572
- Jacques Loysel, dit Père Avis, docteur en théologie, prêtre cordelier et prédicateur
- Philippe Loisel, seigneur d'Exonviller (1524-1596), lieutenant-général et président au bailliage de Senlis, prend une part active à la signature de la Ligue et rend de grands services au parti d'Henri IV
- Antoine Loysel (1536-1617), avocat et jurisconsulte
- Catherine Loisel de Flambermont, abbesse de Penthemont de 1567 à 1568
- Marguerite Loisel de Flambermont, abbesse de Penthemont de 1568 à 1586
- Claude Loisel, baron de la Pierre, seigneur de Sancy, de Verrines, d'Orry et de La Chapelle-en-Serval, lieutenant-général et président au bailliage de Senlis en 1596, puis président en la Cour des aides de Paris et conseiller d'État
- Philippe Loisel (-1637), seigneur d'Ibouviller, de Sonneville et de Pontpoint, lieutenant-général et président au bailliage de Senlis, député aux États généraux de 1614
- Jean-Philippe Loisel, chanoine et archidiacre de la cathédrale Notre-Dame de Senlis en 1597
- Nicolas Loisel, sieur de Vadelle (-1640), chanoine de la Sainte-Chapelle et aumônier du roi Louis XIII
- Guy Loisel (1570-1631), conseiller au parlement de Paris, chanoine de Paris, puis de Beauvais, prieur de la Chaise
- Claude Loysel, maire de Beauvais en 1705

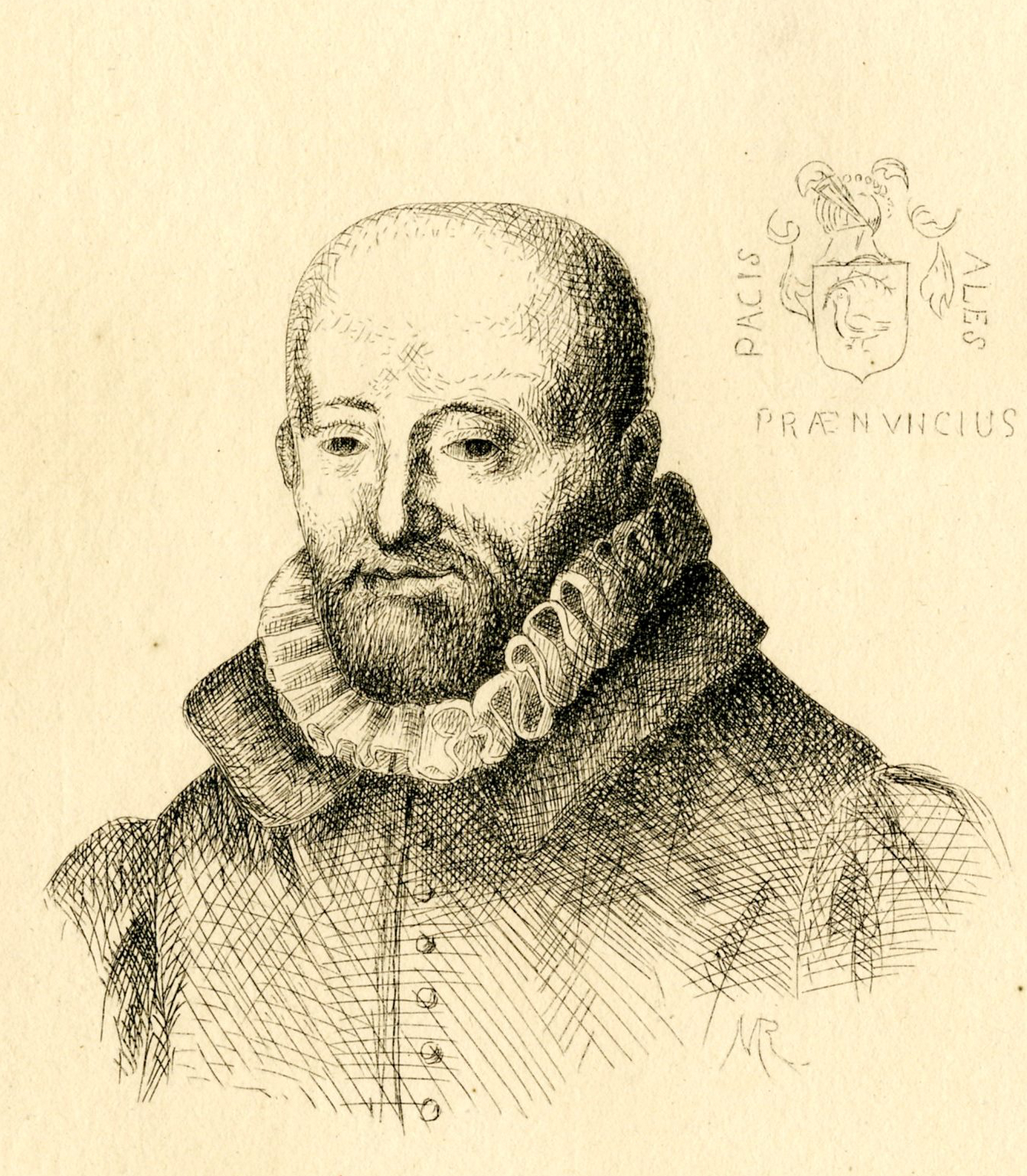
Antoine Loisel
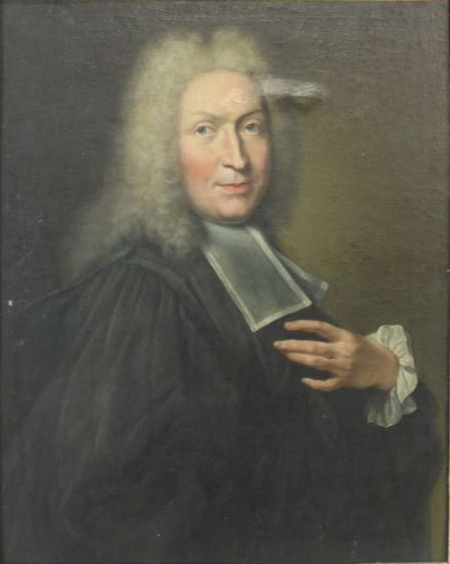
Claude Loisel (1662-1733)
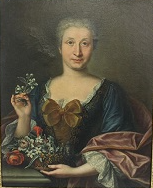
Mme Claude Loisel née Madeleine Hanin
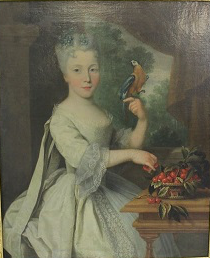
Marie Françoise Loisel